# ポタジェ

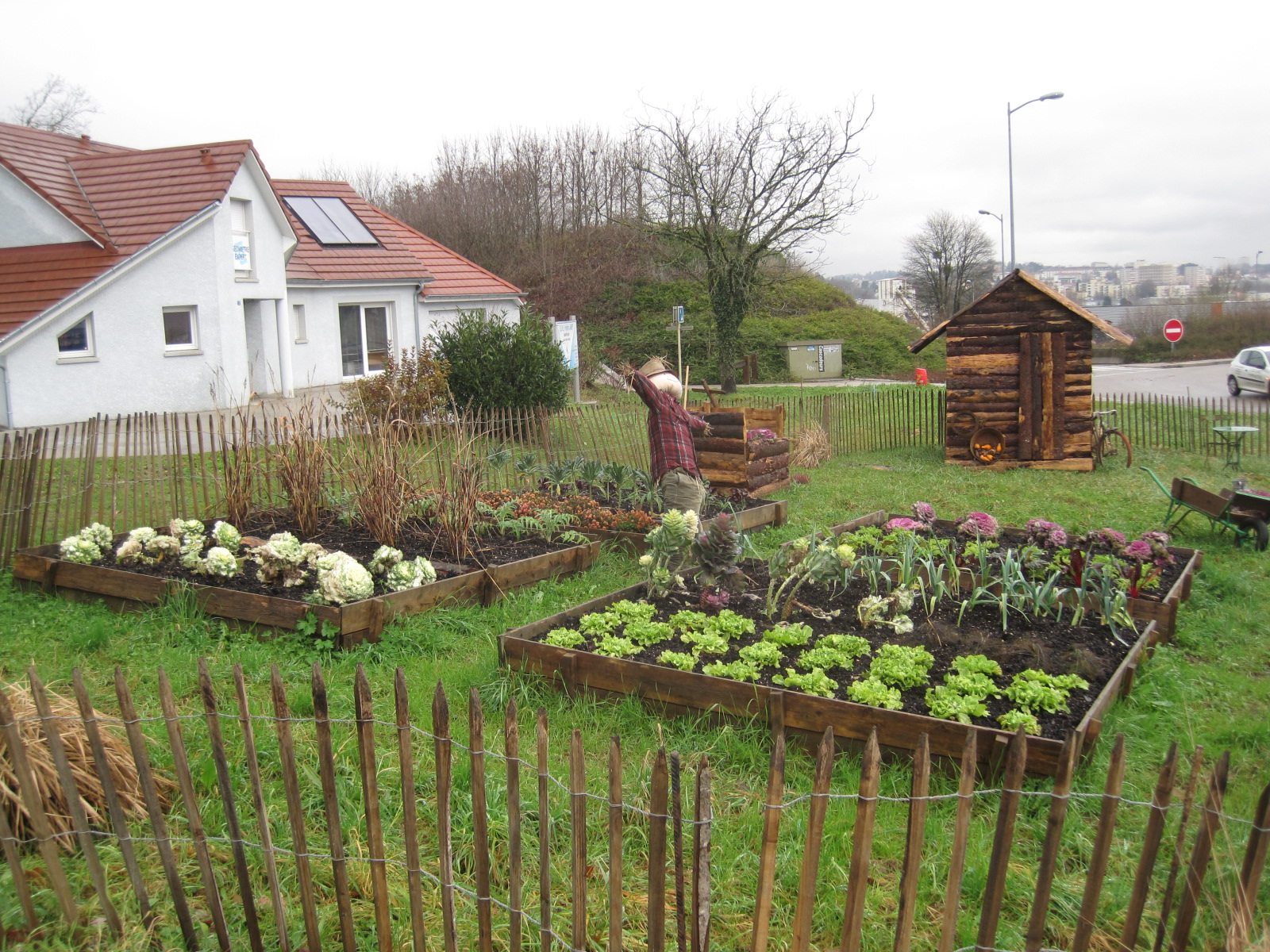
菜園の例。

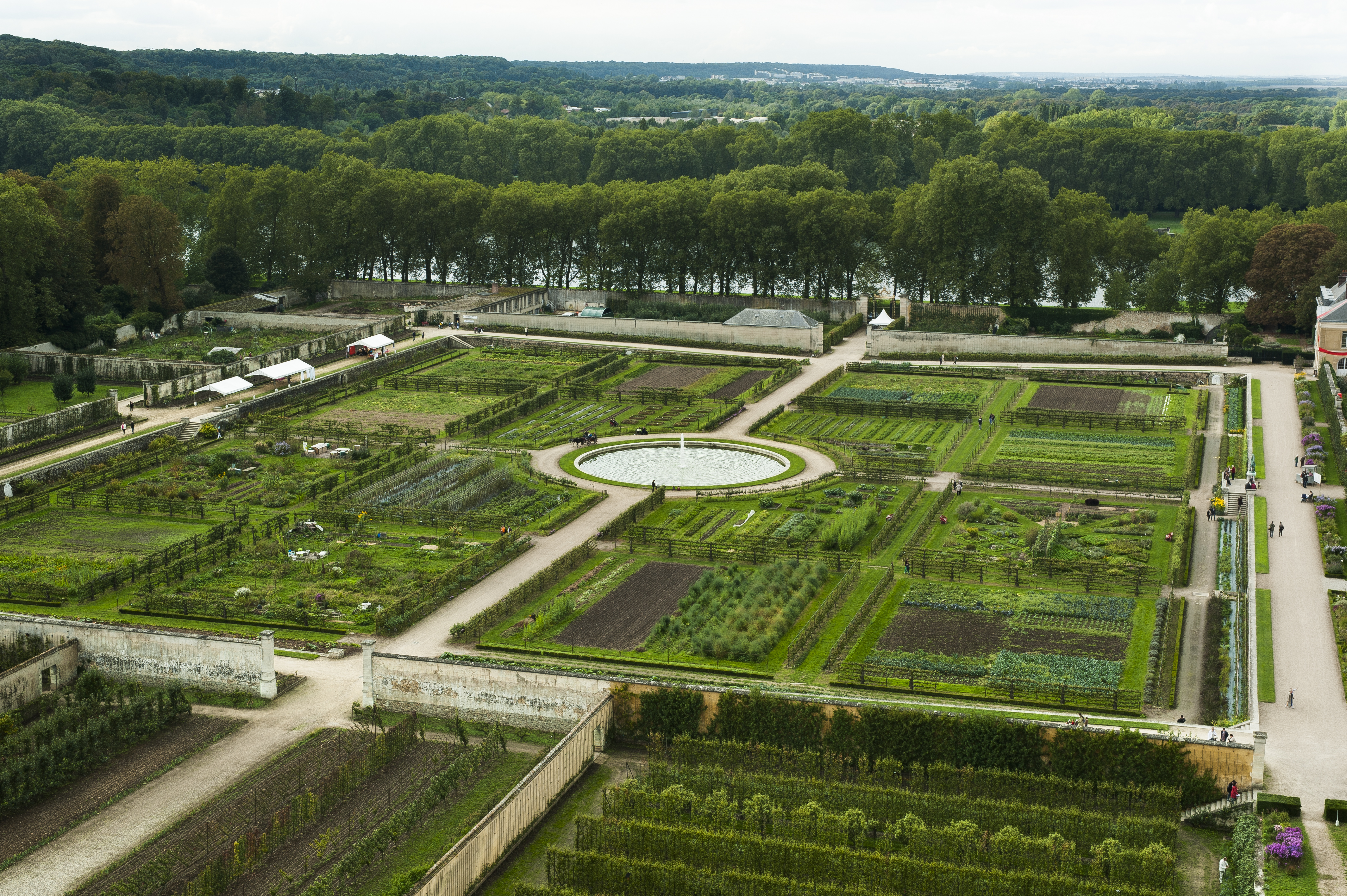
フランス、ヴェルサイユ宮殿の王のポタージャー。

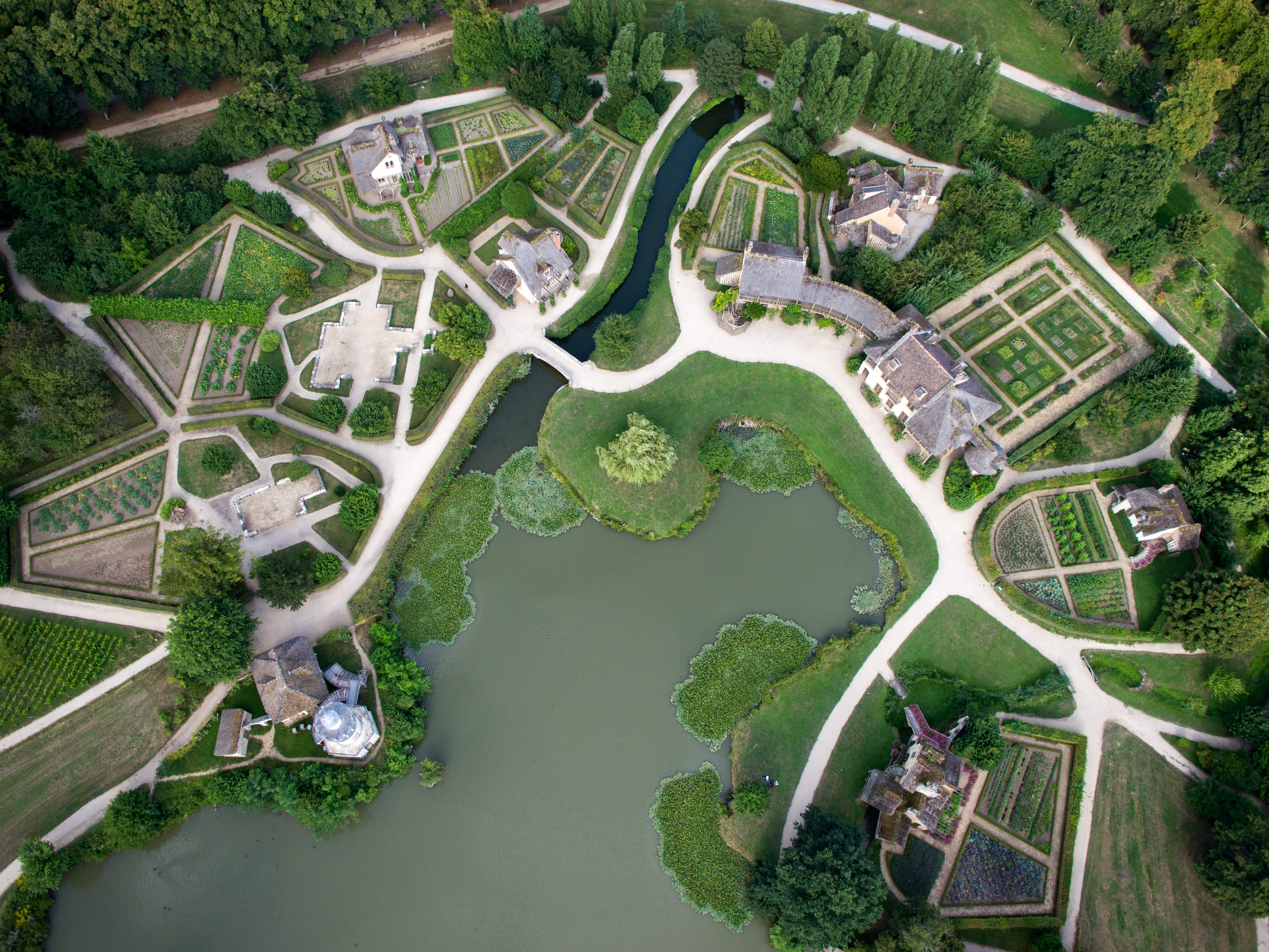
フランスヴェルサイユ宮殿の 女王のハムレット。

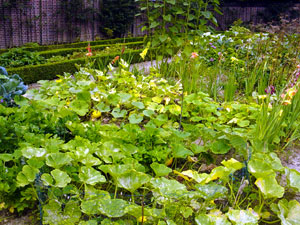
共同ポタジェ

ポタジェ（potager）またはジャルダン・ポタジェ（jardin potager）とは、家庭菜園を意味するフランス語であり、果樹、野菜、ハーブ、草花などを混植した実用と観賞の両目的を兼ね備えた庭である。
家庭での消費を目的とした食用作物が栽培される菜園または庭園の一部である。

## 概要
ヨーロッパにおけるポタジェの歴史は古く、現在ではフランス、イギリスを中心に広く世界中でさまざまに形を変えたポタジェが見られる。収穫重視で旧来型の畝を作り同じ品種を一列に植えつけるタイプの素朴なイメージのイギリスのキッチンガーデンに対して、より装飾的で観賞性の高いのがポタジュの特徴である。そのため、菜園とはいいながら、配色に留意したり、草丈で高低をつけ立体感を演出したり、あるいはベンチやガーデンチェアを置いたり、ラティスフェンスや敷石で装飾するなど各種工夫が見られる。最近では食物の安全性の問題の高まりとともに有機栽培、無農薬栽培が注目を浴び、ガーデニングに取り入れるガーデナーが日本でも増えつつある。

## 歴史
中世のフランスの修道院では自給自足の生活を送っていたが、そこで食用になる植物を栽培したのが始まりといわれる。「ポタジェ」の語源は「ポタージュ」（potage、「スープ」）であり、ポタジェでスープを作るための野菜を栽培したことに由来する。その後、世界中から多くの果実や野菜がヨーロッパに持ち込まれるとともに、実用だけでなく見た目の美しさが重視されるようになり、荘園や城主の庭などに現在のポタジェの原型とも言えるスタイルが散見されるようになり、現在に至っている。

## コンパニオン・プランツ
果樹、野菜、ハーブ、草花などを混植するポタジェにおいては、しばしば取り入れられる基本的な概念である。
コンパニオン・プランツとは、一緒に植えることでお互いの生育にとってプラスとなる植物の総称である。例えば、トマトとバジルを混植することでトマトの味がよくなる、ペチュニアを豆類と混植することで豆の生育が促される、あるいはナスタチウムやマリーゴールドによる防虫効果など。

## 庭の種類
さまざまな種類の菜園を分類できる。
- 農村部、都市部のプライベート菜園
- 以前は「労働者の庭」と呼ばれていた庭園のセットにある家族または集合庭園
- 共有の庭、コミュニティまたは連想
- 城、公園などの美しい環境にある菜園
- 教育菜園
- 挿入ガーデン

等

## 植物の分類（消費された部分または機能）
菜園は、次のようなさまざまな種類の野菜を収容できる。
- 新鮮または乾燥で使用される野菜の種 ： 白豆、小豆、エンドウ豆、スイートコーン…
- 果物野菜 ： ナス、ピーマン、トマト、ウリ科植物（カボチャ、ズッキーニ、カボチャ、カボチャ、キュウリ、キュウリ、メロン、スイカ）のさや豆類成熟する前に収穫（豆の緑、エンドウ豆の mangetout）…
- 野菜の葉 ： サラダ（レタス、子羊のレタスとチコリ）、キャベツ、ほうれん草、フェンネル、スイバ、ルッコラと、葉柄肉質セロリ、フダンソウ、カルドン…
- 茎野菜 ： アスパラガスのような新芽を含む。球根（ニンニク、エシャロット、玉ねぎ、ネギ）、コールラビ…
- 花野菜 ： アーティチョーク、カリフラワー、ブロッコリー…
- 根菜 ： ビーツ、にんじん、セロリ、カブ、パースニップ、大根、黒大根、salsify、salsify…
- 塊茎 ： ジャガイモ、キクイモ、サツマイモ、ナシ、キンレンカ…

食べられない植物は次のように役立つことができる。
- 緑肥を設置 ： マスタード、ファセリア、アルファルファ…
- 装飾：花など
- ヘッジ

## 菜園の実施
菜園の設置と組織化は些細なことではない：設計された資産、結果を最適化し、作業を促進。

### 地理的な場所と気候
菜園は、その地理的位置と気候に適応した種を有利に受け入れる。その環境も考慮すべき点である。

### 状況
栽培植物の大部分は、成長するのに十分な日光を必要とする。南、南東、または南西に面し、壁、家、木々のカーテン、または堤防によって北と北東が保護されている庭が常に好ましい。東または北への露出は困難である。南東に向かう斜面はかなり好ましいが、北または西に面した斜面はそうではない。背の高い木や高い壁の陰を自然に避けなければならない。

### 土の性質
当初は、古い泥炭湿原、乾燥した沼地（野菜栽培者に与えられた「市場庭師」という名前）がよく適応しています。牧草地やかつては深い芝生地は素晴らしいがしかし、多くの多様な土壌は、定期的な作業と有機物への重要な影響を及ぼし、長期的には家庭菜園の良い土壌を作ることができる。土壌分析を実施して、それを改善する肥育の種類を決定したりするほか、特定の困難の原因（欠陥、過剰）ともなる。

### ルート
菜園はさまざまな方法で配置できる。形状がかなり規則的であれば作業を容易にすることができる。
例として、
- 1 mの2つの交差通路によって4つの等しい部分に分割された正方形の庭。
- その長さが東西線に沿っている場合は2本の平行なパスの3つのストリップに分割された細長い庭。

野菜ボードは、可能な限り東西軸で最大の寸法を持つことができる。ただし、傾斜した地形の場合、雨水によって生成されるガリーを避けるために最大寸法が斜面に垂直になるボードを作成すること、斜面が急な場合は、テラスを作成することが推奨される。

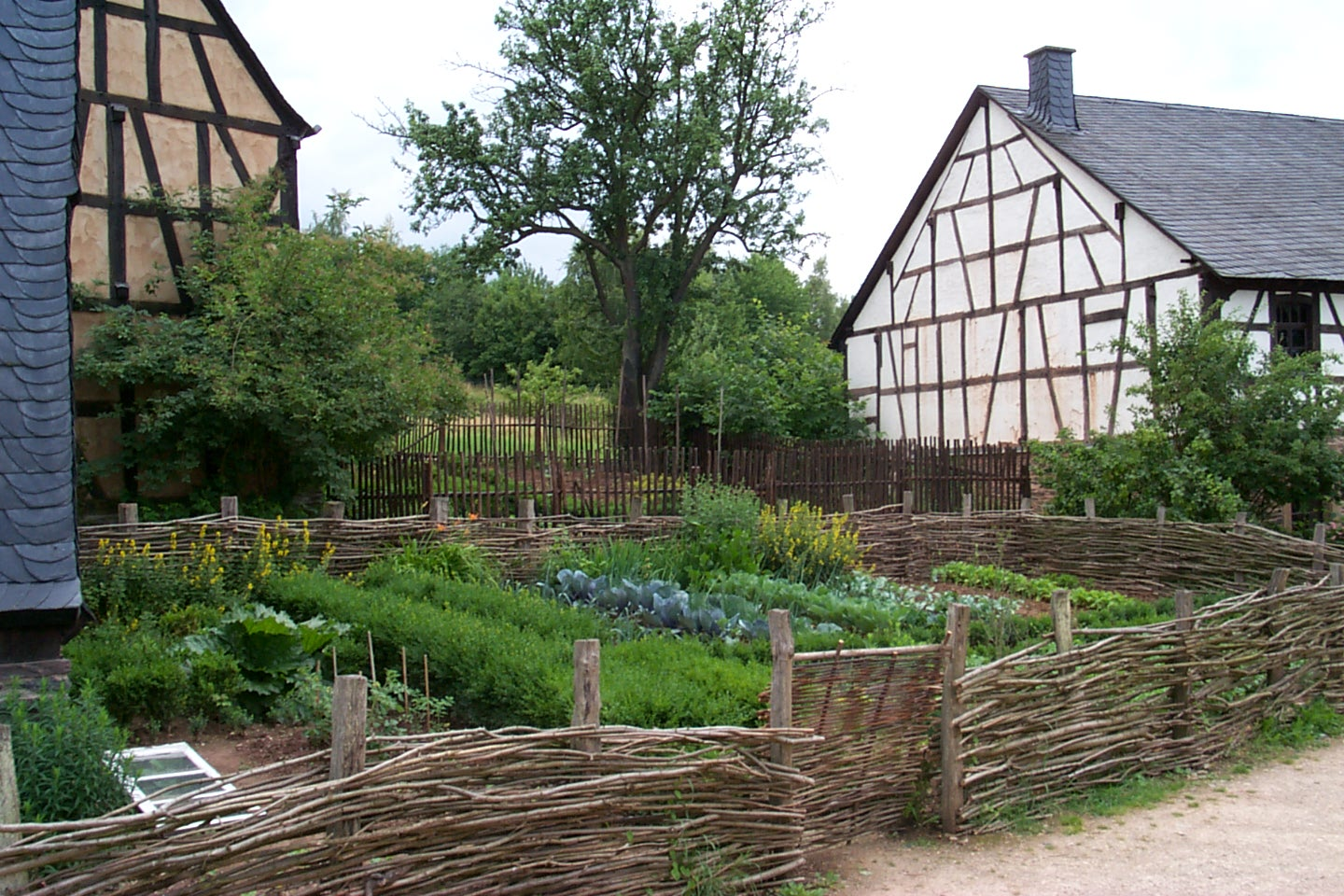
ドイツの菜園。
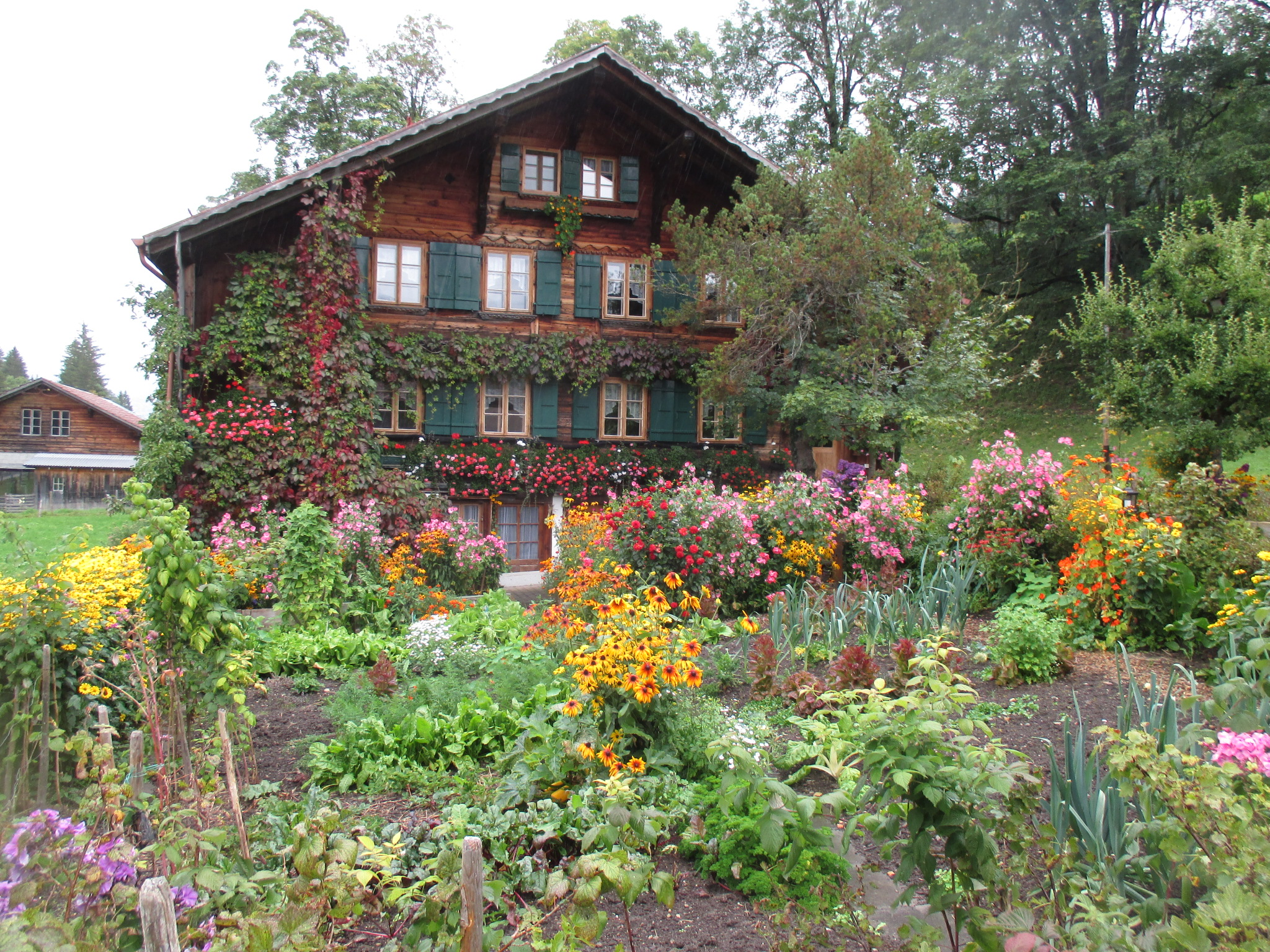
グスタード（スイス）の菜園。
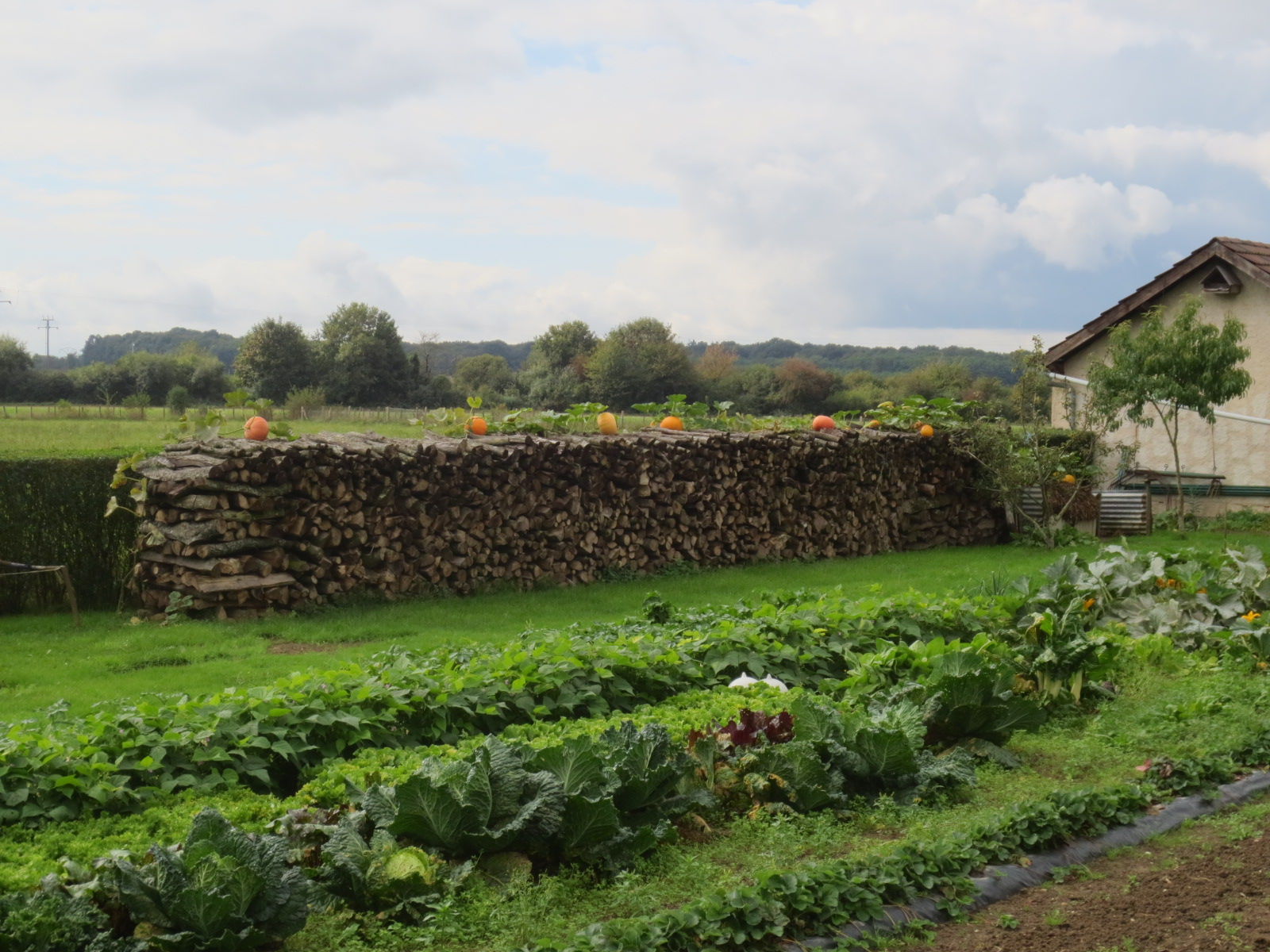
菜園。
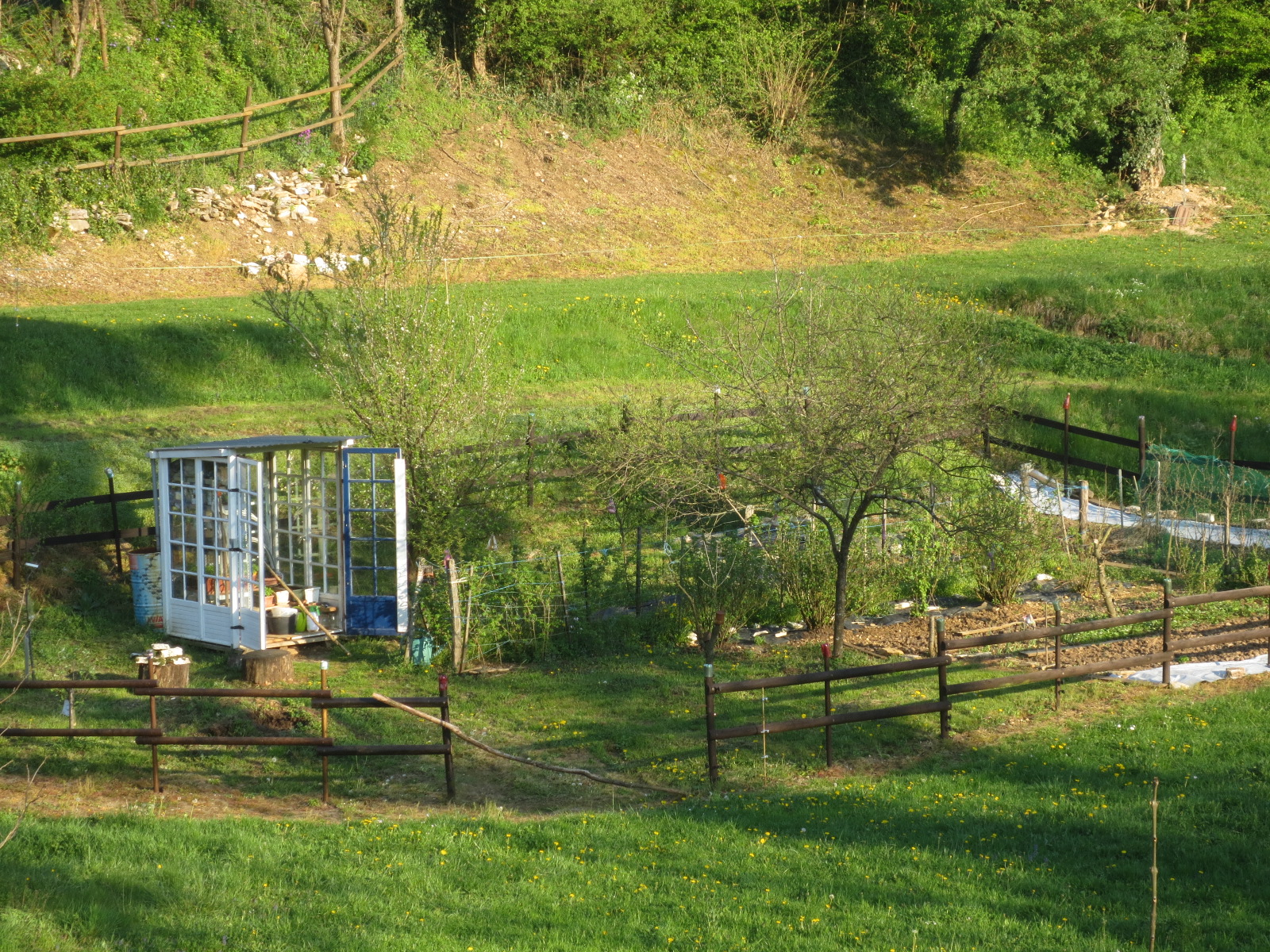
菜園。
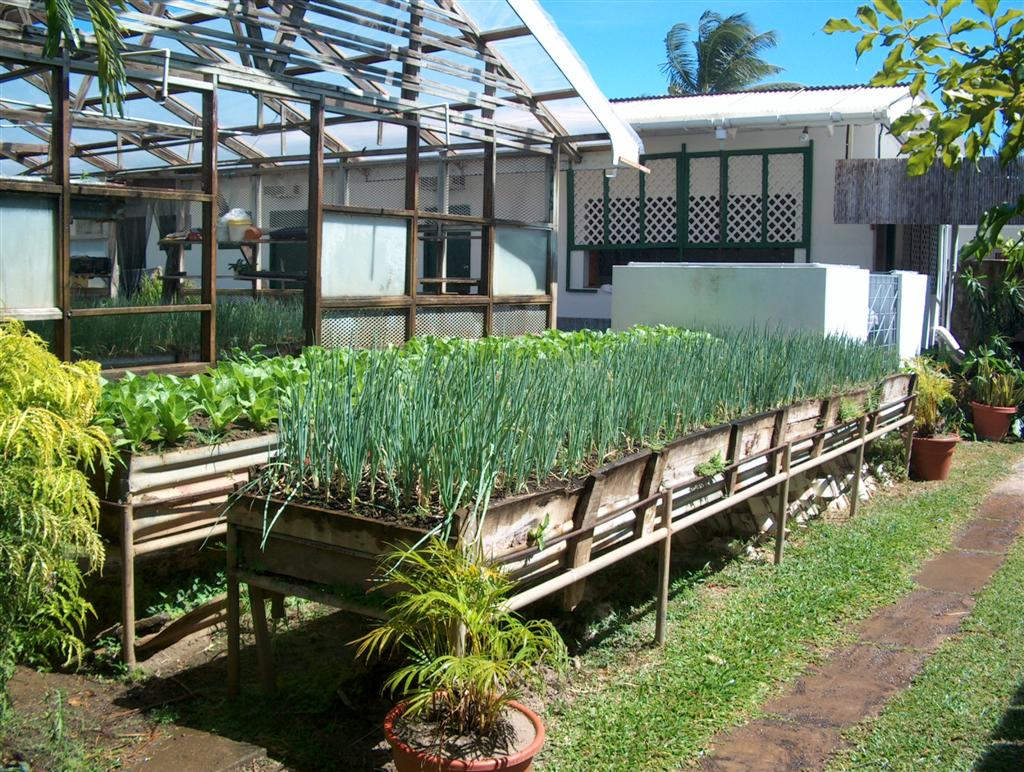
ビンで育った菜園。
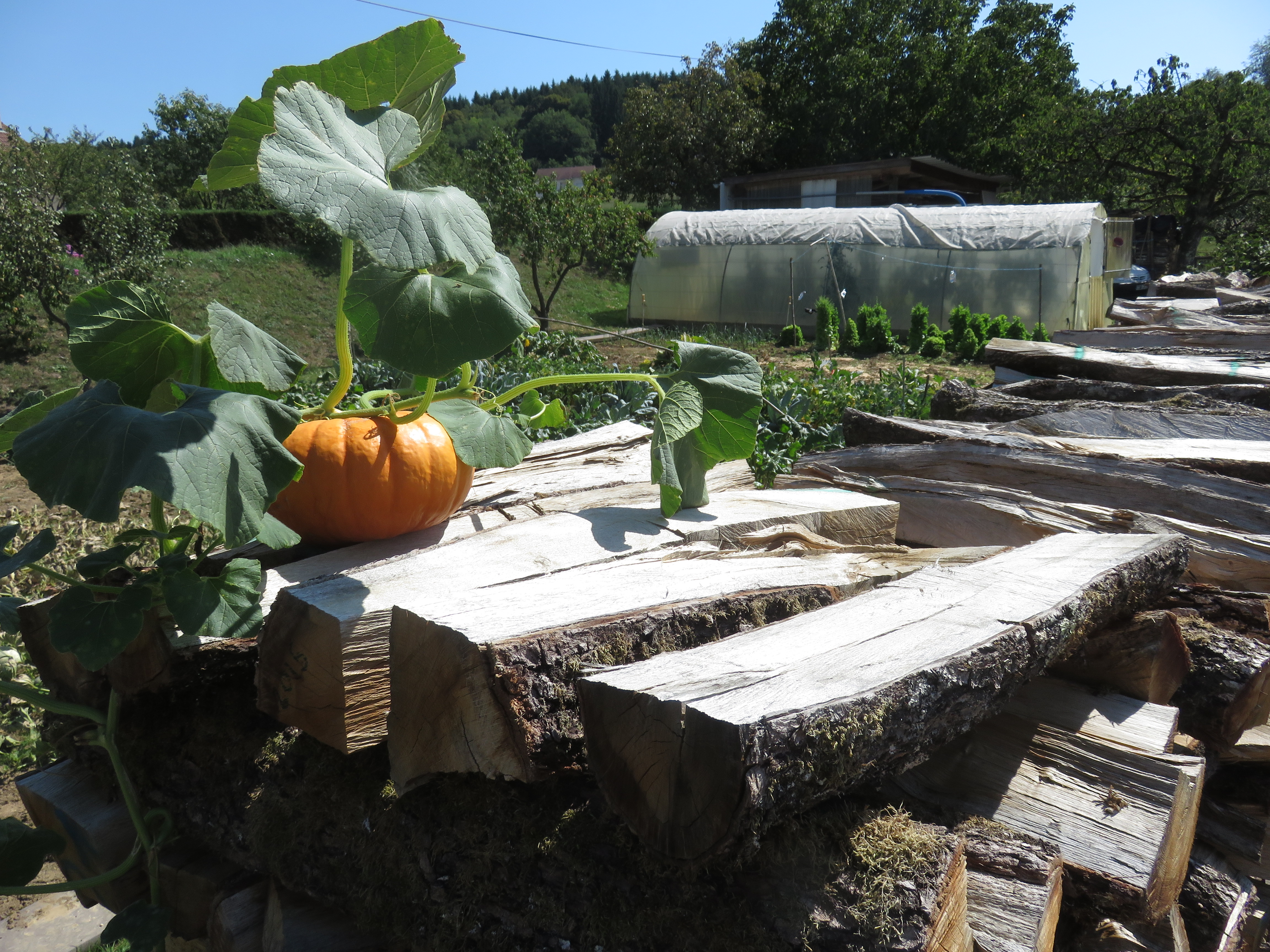
菜園。
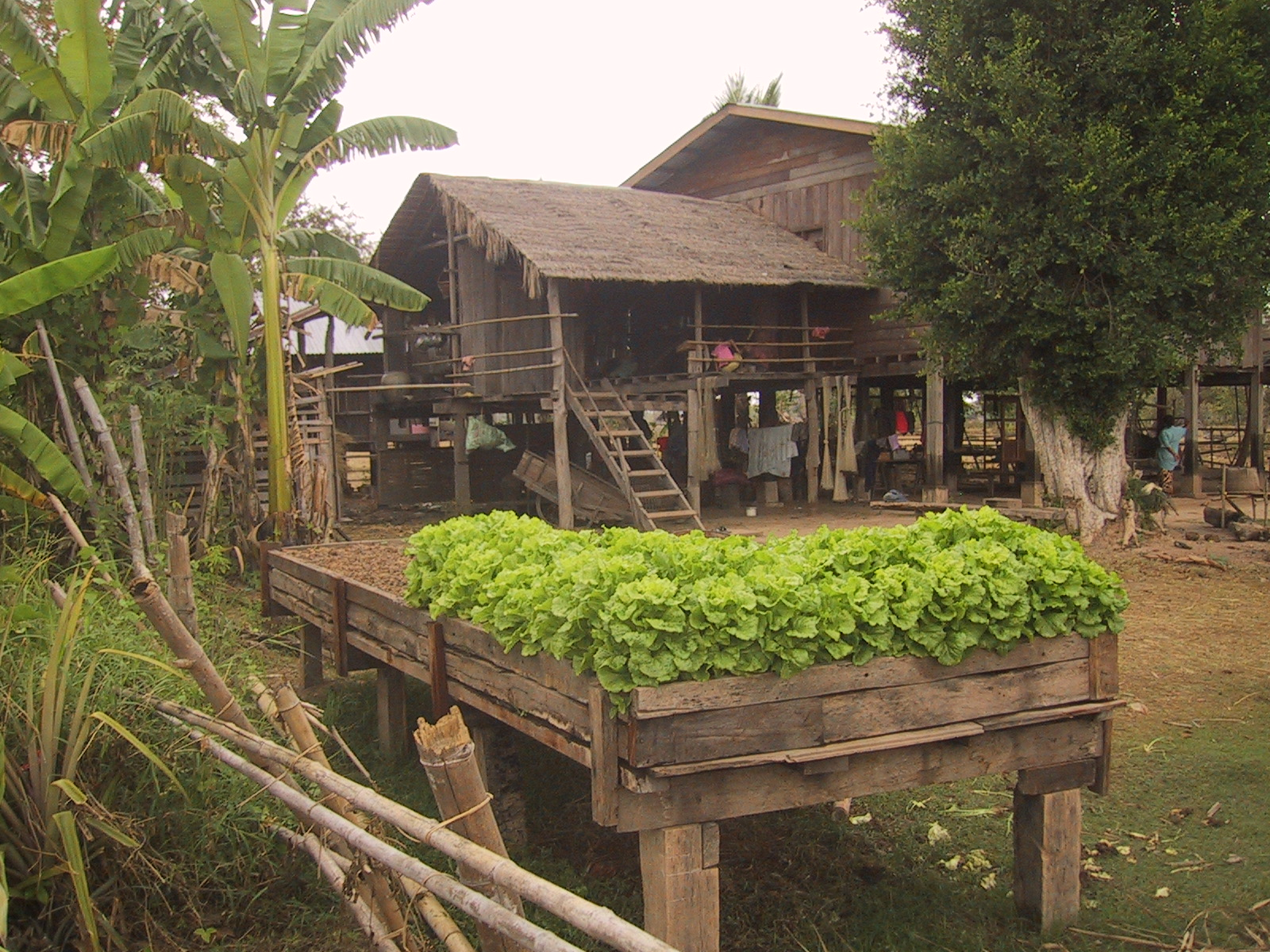
ラオスの高床式の菜園。

さまざまな播種、植栽、およびメンテナンス作業（除草、散水など）の循環を促進するために、幅が1.30 m未満の花壇を作ることが好ましく、歩道で区切られたボードの床を踏みつけずにすべての作業を実行する。歩道の一部は手押し車が通過できる幅でこれらの通路はまた、異なる花壇のより良い日光浴を可能にする。可能性の1つは、ティーンエイジャーのベッドをかなり南北に向けて平らにする。また、高さのある菜園を設けることもできる。その一部は、車椅子ユーザーや曲げにくい人がアクセスできるほど高いものである。

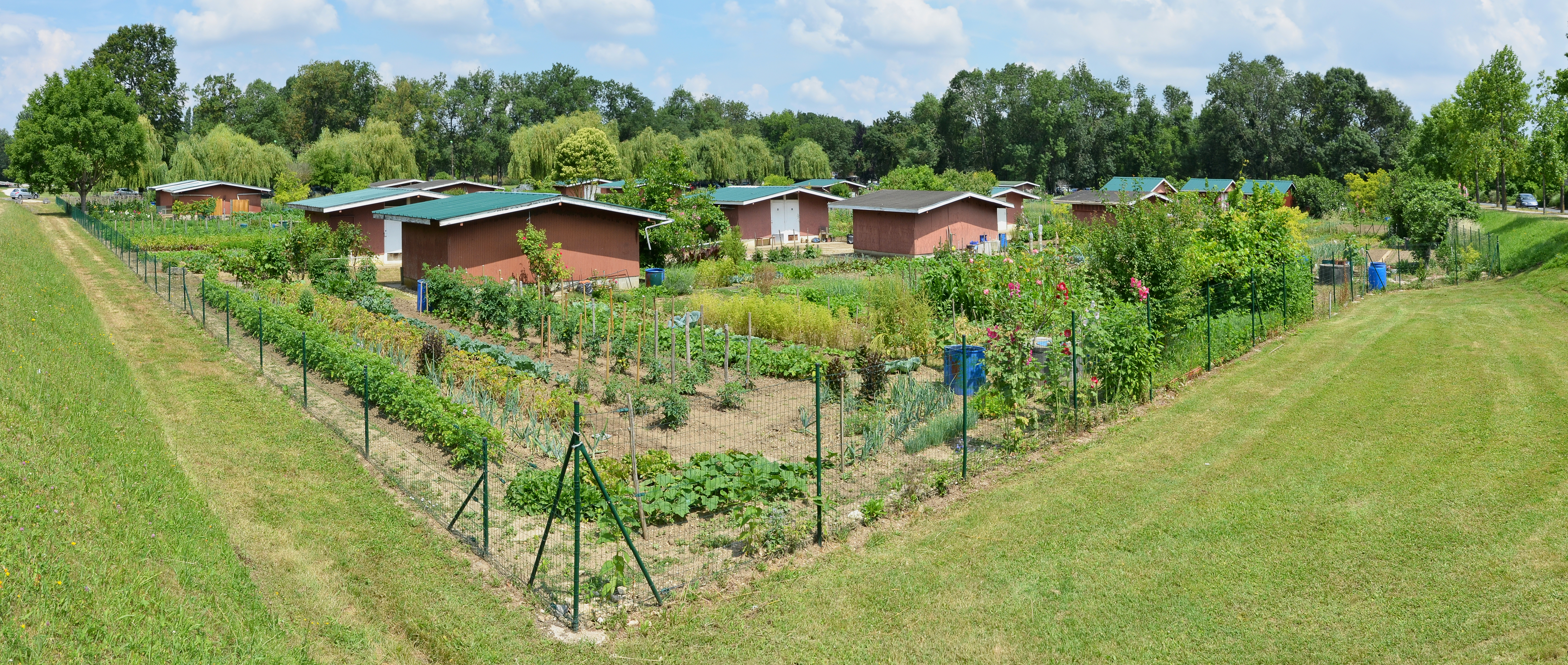
フランス、アングレームのコミュニティガーデン。
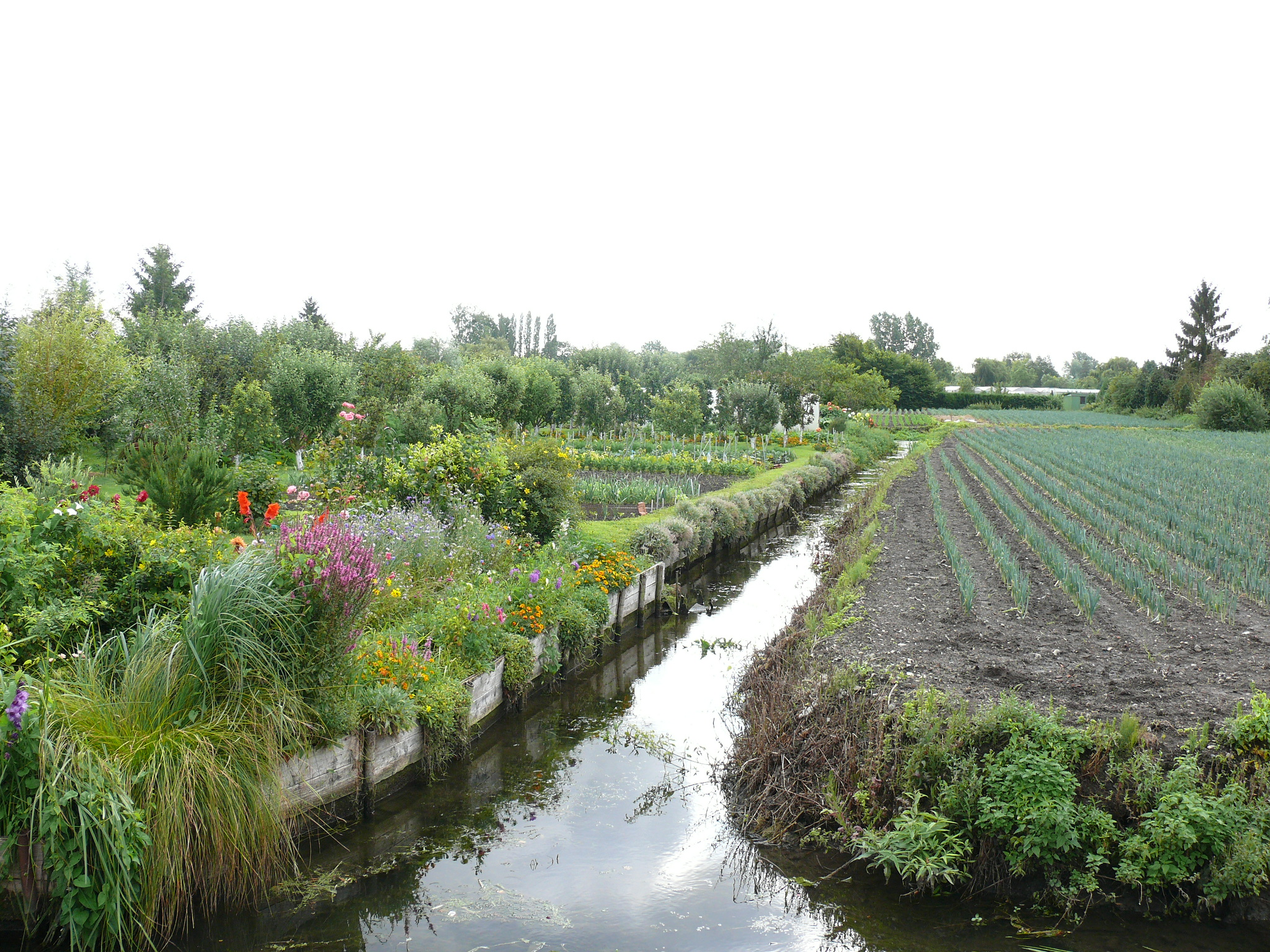
フランス、アミアンのHortillonnages。
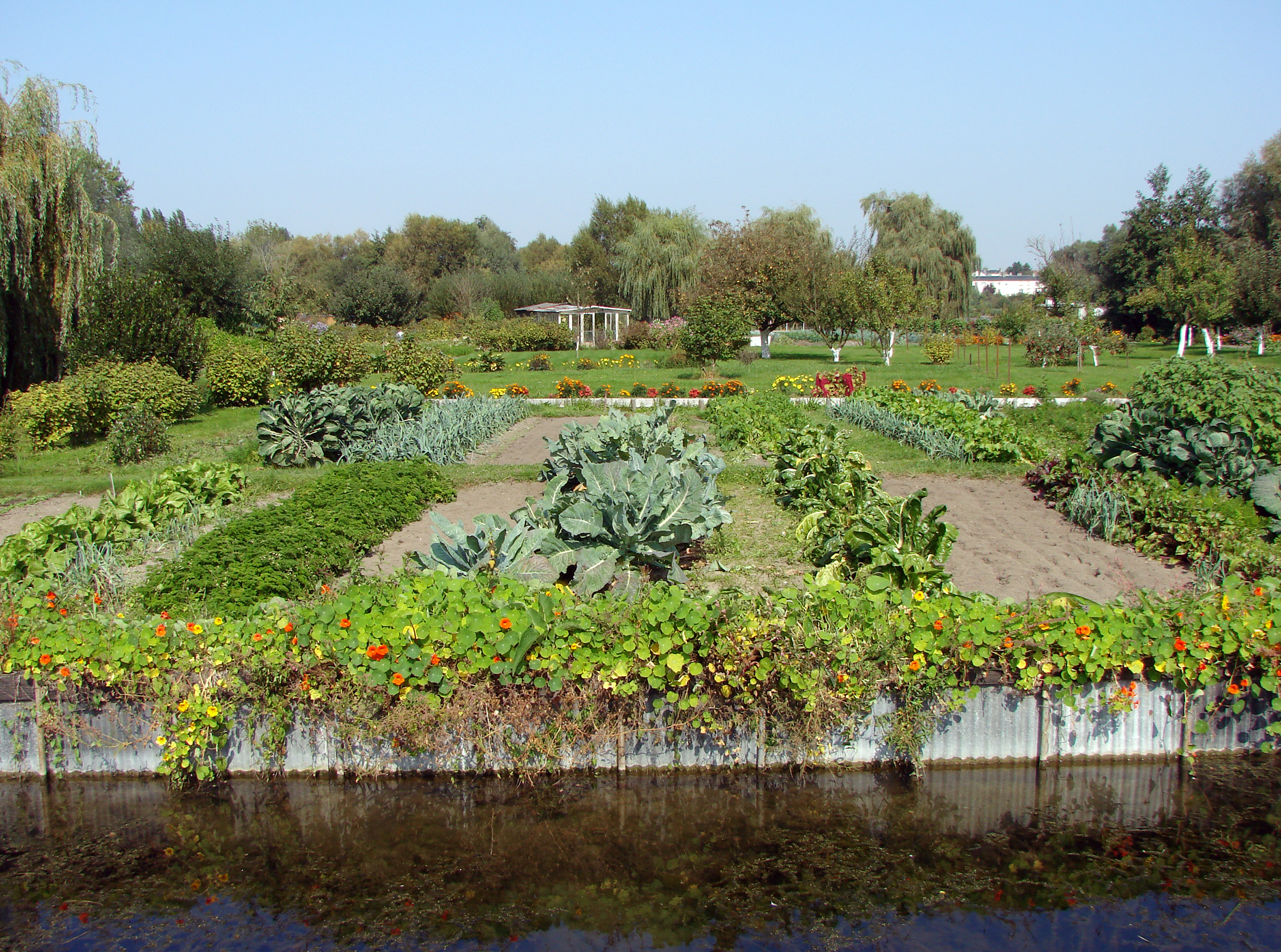
フランス、アミアンのHortillonnages。
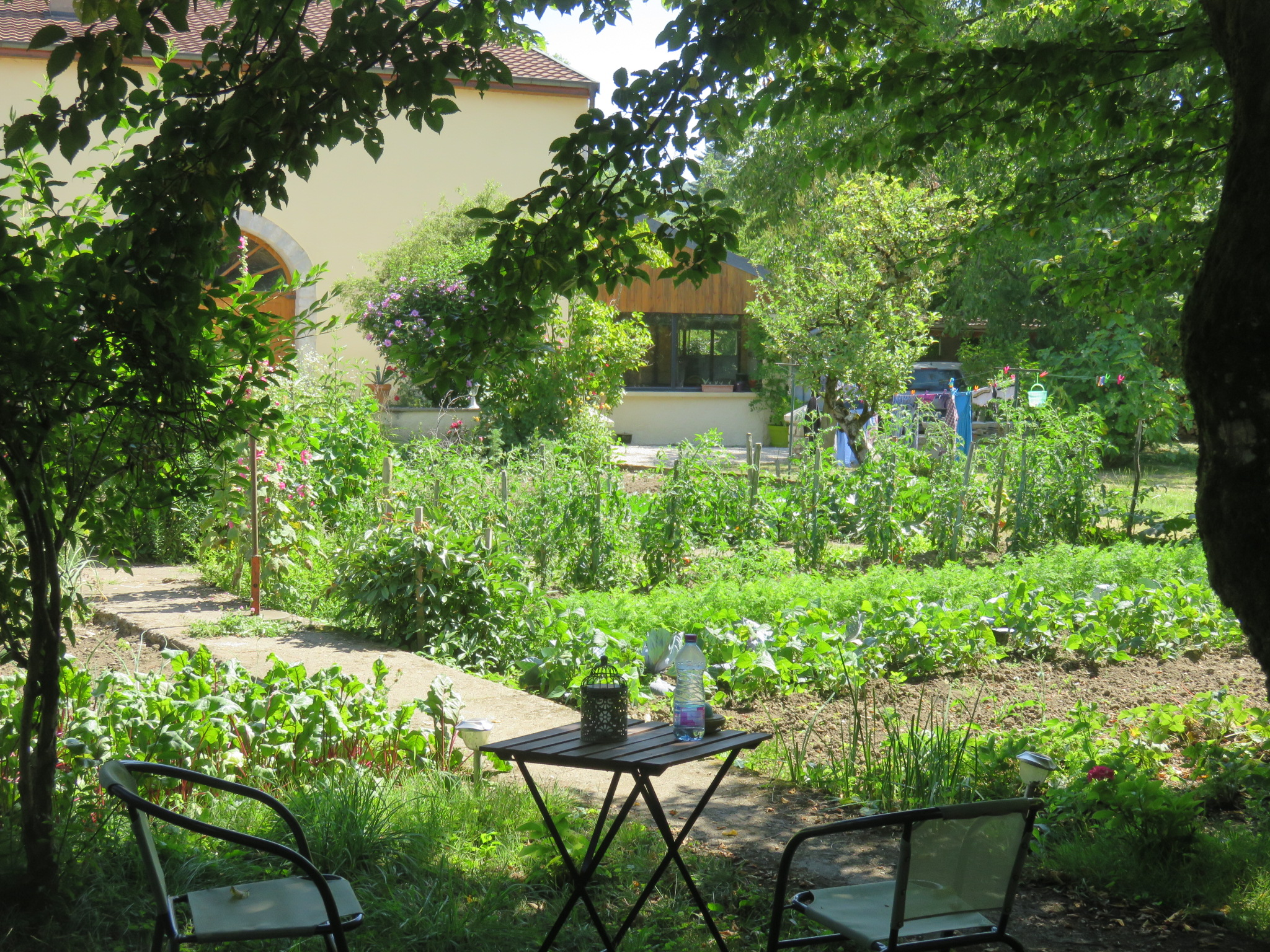
菜園とその小道。
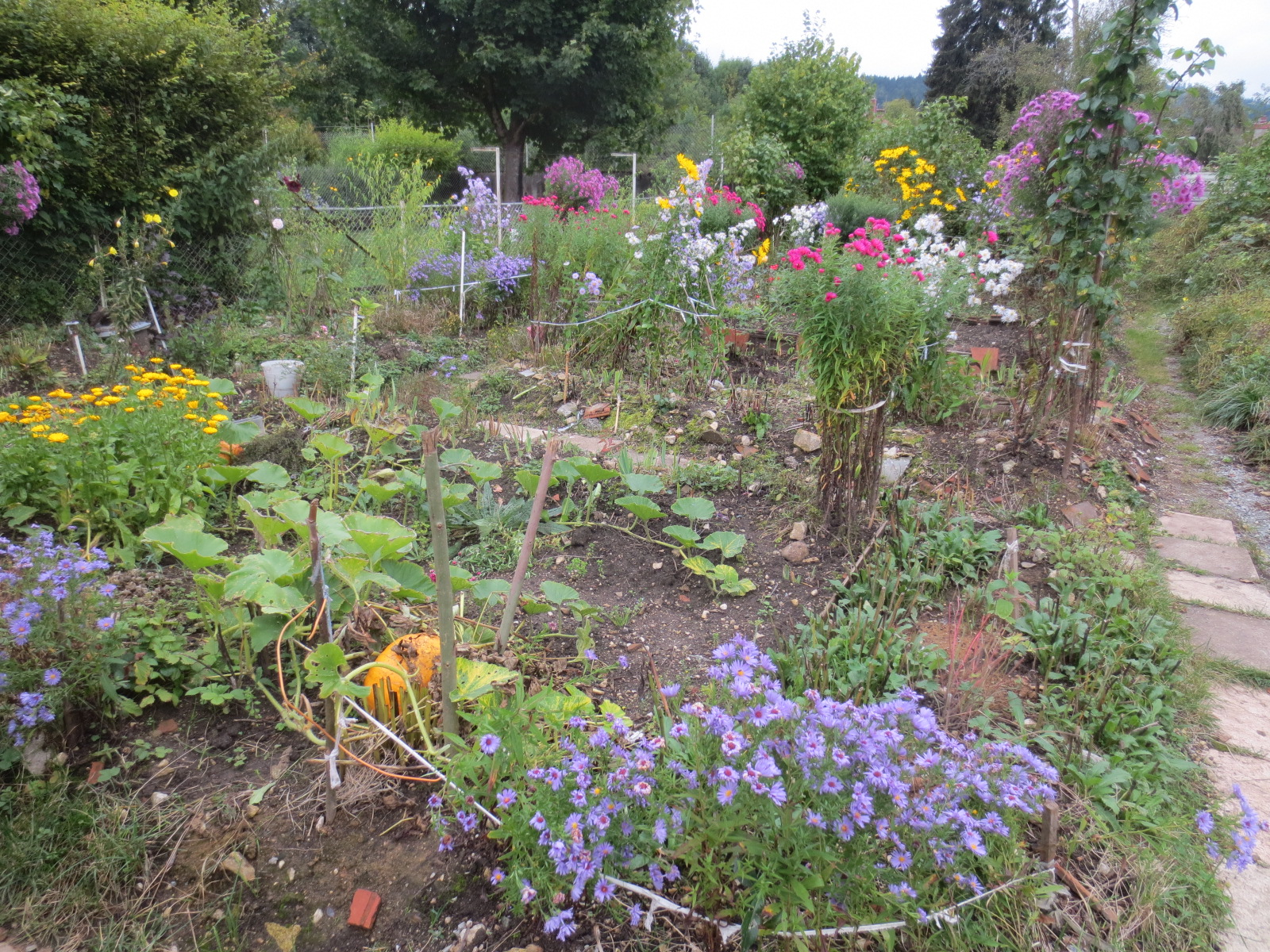
園芸。

各ボードの間に配置するパスピードは、幅約40 cm（レーキの幅）である。ボードに与える長さはプロットのサイズによって異なる。パスと厚板はチョークでかき集めたり、スロットを付けたりすることができる。

Quelques jardins potagers remarquables de châteaux
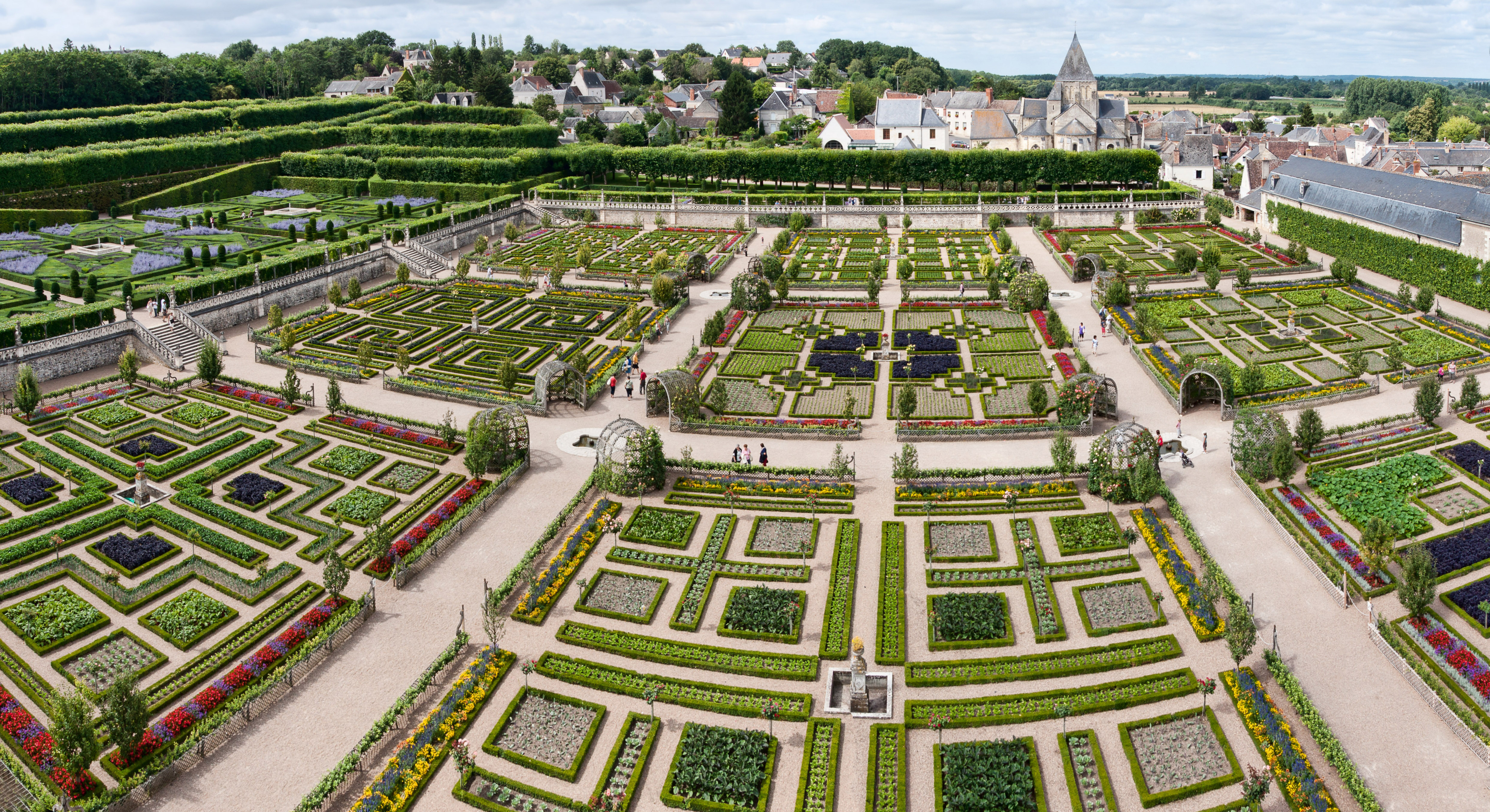
フランスのヴィランドリー城の菜園。
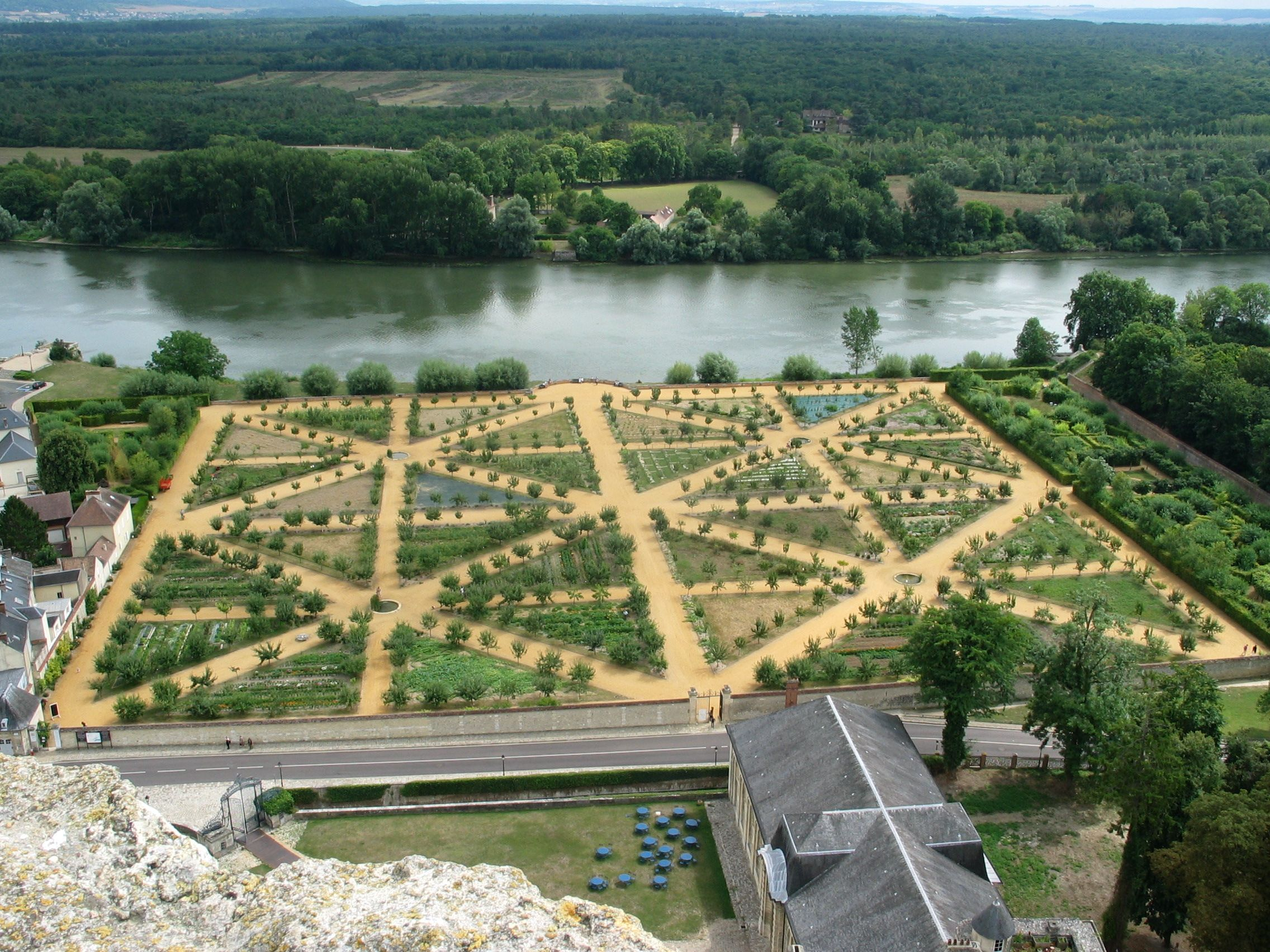
ラロッシュギヨン城、フランスの菜園。
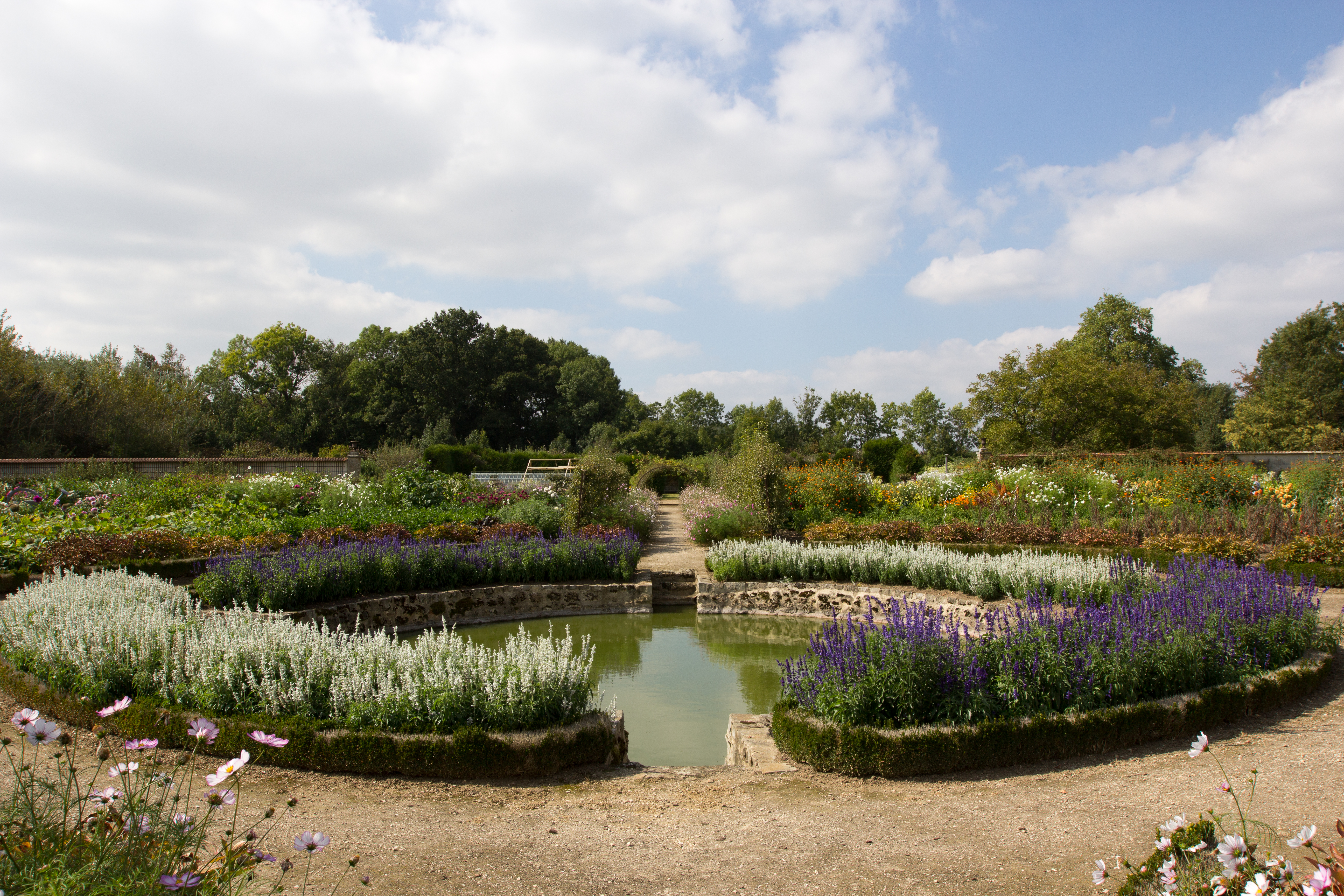
サンジャンドボールガール城（エソンヌ）、フランス。
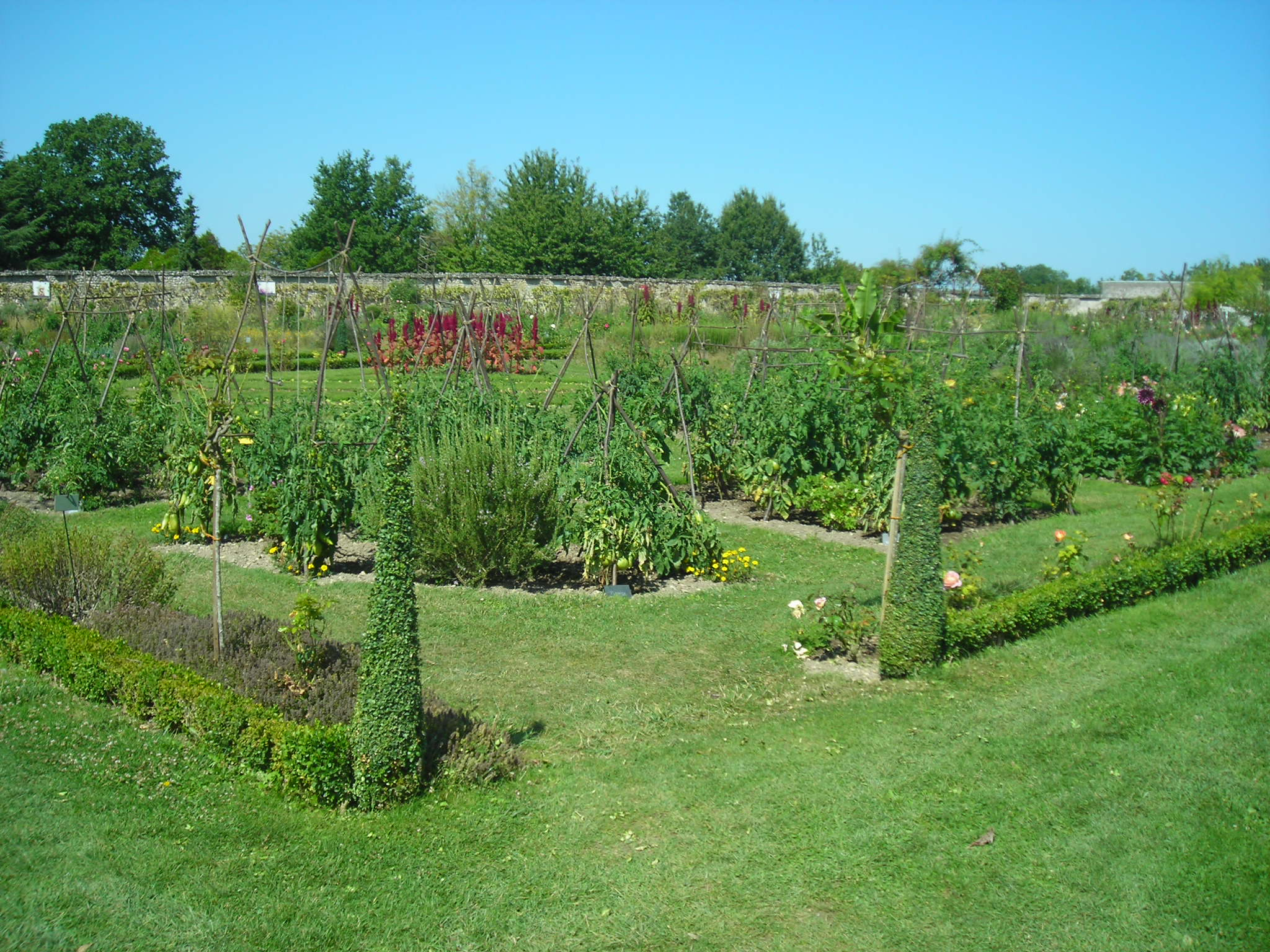
キャッスルオブラブルダイシエール
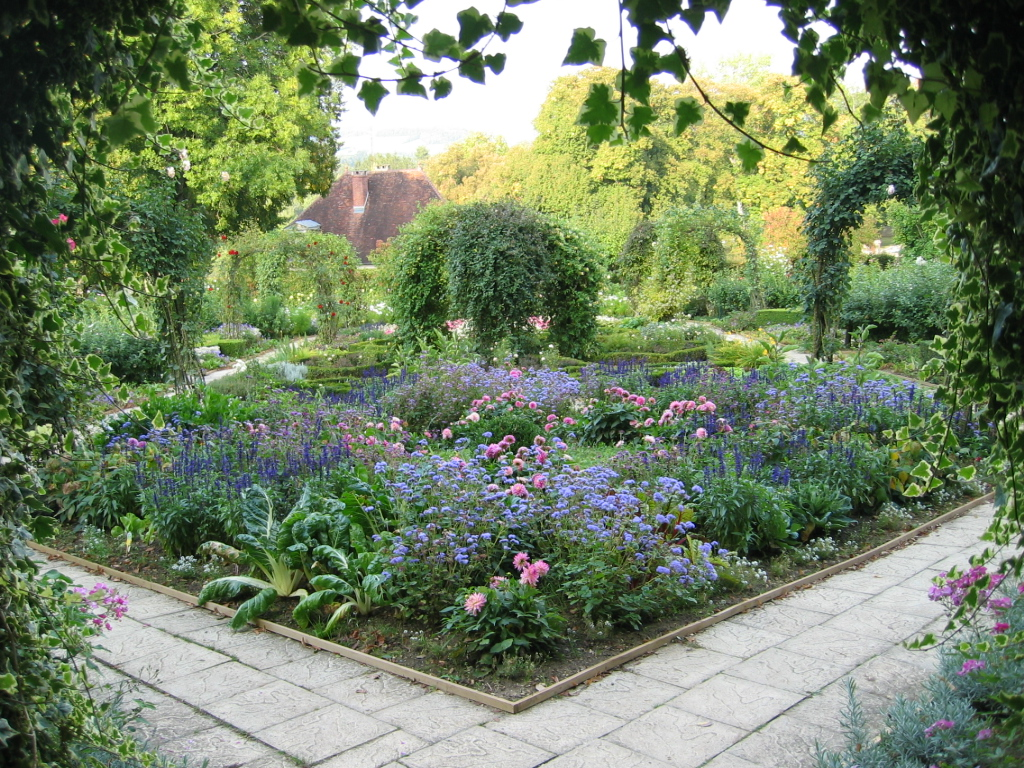
キャッスルアレー
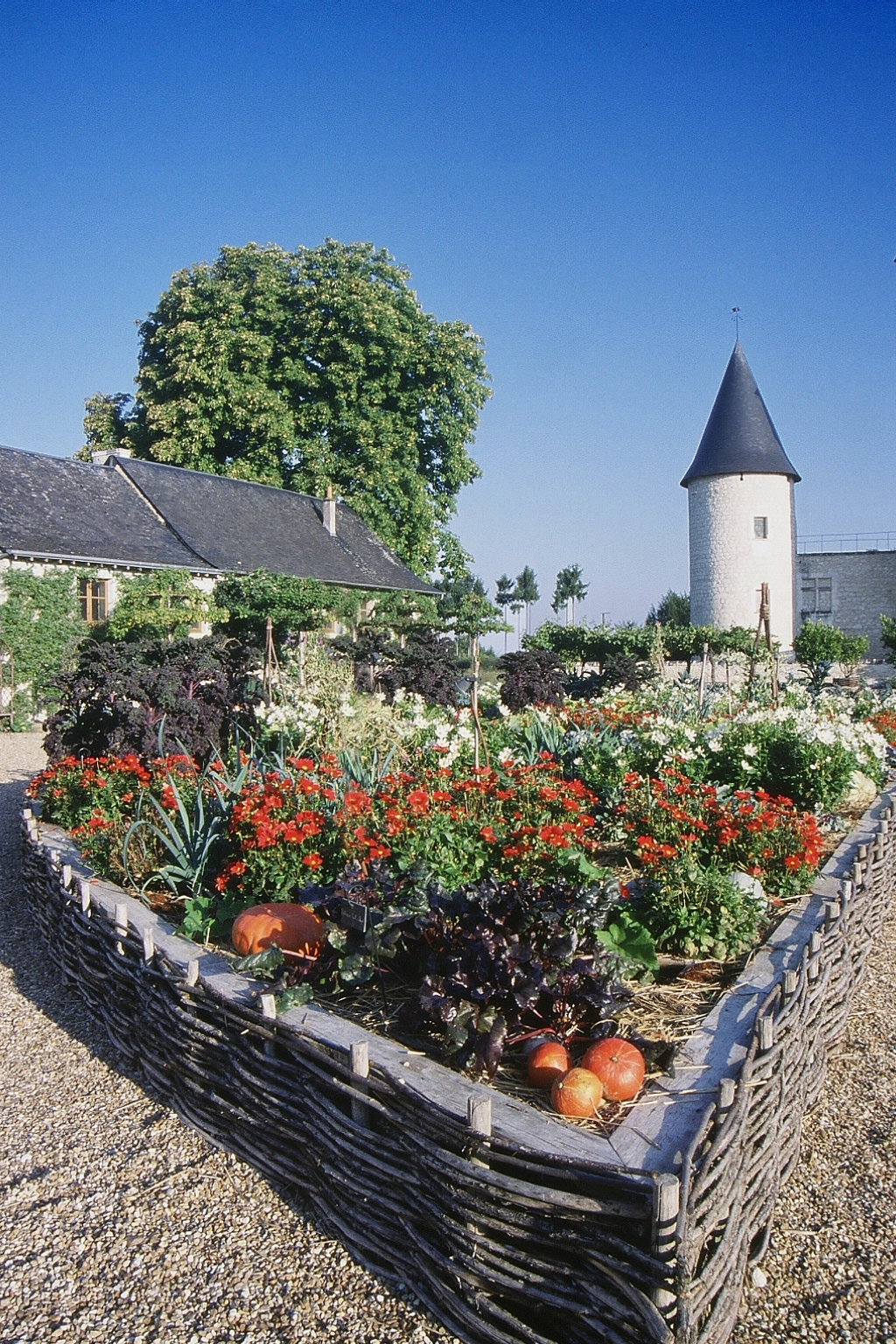
リバウ城のガルガンチュア菜園

一部の野菜は地上（ウリ）または高さ（豆、トマト）で数メートル以上成長するため、植物の重なりや陰影を防ぐために、庭の初期設計ではこの種の成長を予測する必要がある。

### 作物の輪作と異なる種の処分
常に同じ場所で同じ種を育てて土地を「疲れさせる」ことを避け、種または関連種の特定の病気や害虫を発症するリスクを減らすために、作物を回転させることが重要（輪作）。
- 類似植物間の競争を制限し、有益な相互作用を促進するには、「コンパニオン植物」を関連付けることが有用[3]。
- 庭に沿って花（のような宇宙やマリーゴールドの目を喜ばせるため）を植えることは、特定の花粉媒介または寄生虫の反発特定を誘致する能力のため[4]
- 果物の木を植え果樹園のようにするのは、野菜畑は庭ではないので、植物にあまり日陰を作らせないよう留意する。ただし、日射量の多い地域では、庭の端に便利に位置する木は、収穫まで好ましい微気候を作り出す。

## 家庭菜園カレンダー
以下の表は、異なる種をsoく時期（S）と、種を植える時期または移植する時期（P）を示している。これは、フランスのパリ盆地用に作成されたカレンダーで、庭の場所が温暖または寒冷気候の地域にある場合、収穫スケジュールを1〜数週間前または後に移動する必要がある。
|                     | Janv.      | Fév.       | Mars               | Avril              | Mai                | Juin               | Juil.              | Août               | Sept.      | Oct.       | Nov.       | Déc.       |
| ------------------- | ---------- | ---------- | ------------------ | ------------------ | ------------------ | ------------------ | ------------------ | ------------------ | ---------- | ---------- | ---------- | ---------- |
| Ail                 | Plantation | Plantation | Plantation         |                    |                    |                    |                    |                    |            |            | Plantation | Plantation |
| Oignon              |            | Plant.     | Sem. & plant.      | Sem. & plant.      |                    |                    |                    |                    | Semis      | Plantation | Plantation |            |
| Aubergine           |            | Semis      | Semis              |                    |                    | Plant.             |                    |                    |            |            |            |            |
| Carotte             |            | Semis      | Semis              | Semis              | Semis              | Semis              | Semis              |                    |            | Semis      | Semis      |            |
| Choux fleur         |            | Semis      | Semis              | Semis              | Sem. & Plant.      | Sem. & Plant.      | Plantation         | Plantation         |            | Semis      |            |            |
| Épinard             |            | Semis      | Semis              | Semis              | Semis              |                    |                    |                    | Semis      | Semis      |            |            |
| Laitue              |            | Semis      | Semis & plantation | Semis & plantation | Semis & plantation | Semis & plantation | Semis & plantation | Semis & plantation | Semis      |            |            |            |
| Radis & Navet       |            | Semis      | Semis              | Semis              | Semis              | Semis              | Semis              | Semis              | Semis      |            |            |            |
| Poireau             |            | Semis      | Semis              | Semis              | Sem. & Plant.      | Plantation         | Plantation         | Sem. & Plant.      |            |            |            |            |
| Échalote            |            |            | Plantation         | Plantation         | Plantation         |                    |                    |                    |            |            | Plant.     |            |
| Rhubarbe            |            |            | Plant.             |                    |                    |                    |                    |                    |            |            |            |            |
| Brocoli             |            |            | Semis              | Semis              | Semis & plantation | Semis & plantation | Semis & plantation | Plant.             |            |            |            |            |
| Fève                |            |            | Semis              |                    |                    |                    |                    |                    |            | Semis      | Semis      |            |
| Persil              |            |            | Semis              | Semis              | Semis              | Semis              |                    |                    |            |            |            |            |
| Piment              |            |            | Semis              | Semis              |                    | Plant.             |                    |                    |            |            |            |            |
| Tomates             |            |            | Semis              | Semis              |                    | Plant.             |                    |                    |            |            |            |            |
| Pois                |            |            | Semis              | Semis              | Semis              |                    |                    |                    |            |            |            |            |
| Choux pommé         |            |            | Semis & plantation | Semis & plantation | Semis & plantation | Semis & plantation | Semis & plantation | Semis & plantation | Semis      |            | Plant.     |            |
| Pomme de terre      |            |            |                    | Plant.             |                    |                    |                    |                    |            |            |            |            |
| Betterave & Blettes |            |            |                    | Semis              | Semis              | Semis              |                    |                    |            |            |            |            |
| Céleri              |            |            |                    | Sem.               |                    | PPlant.            |                    |                    |            |            |            |            |
| Choux de Bruxelles  |            |            |                    | Sem.               |                    | Plant.             |                    |                    |            |            |            |            |
| Concombre           |            |            |                    | Semis              | Semis              | Plant.             |                    |                    |            |            |            |            |
| Panais              |            |            |                    | Semis              | Semis              |                    |                    |                    |            |            |            |            |
| Endive              |            |            |                    |                    | Semis              | Semis              |                    |                    |            |            |            |            |
| Courgette           |            |            |                    |                    | Semis              | Semis              | Semis              |                    |            |            |            |            |
| Haricot             |            |            |                    |                    | Semis              | Semis              | Semis              |                    |            |            |            |            |
| Melon               |            |            |                    |                    | Sem.               | Plant.             |                    |                    |            |            |            |            |
| Potiron             |            |            |                    |                    | Sem.               | Plant.             |                    |                    |            |            |            |            |
| Fraisier            |            |            |                    |                    |                    |                    |                    | Plantation         | Plantation | Plantation |            |            |
| Mâche               |            |            |                    |                    |                    |                    |                    | Semis              | Semis      |            |            |            |

## いくつかの注目すべき菜園

### フランス
- 王の菜園とベルサイユル・アモー・ドゥ・ラ・レーヌ（王妃の村里）（イブリーヌ）
- ロシュギヨン城の菜園（ヴァルドワーズ）
- ヴィランドリー城の城（アンドレ・エ・ロワール）
- リヴァウ城の庭園（アンドレ・エ・ロワール）
- La Mothe-Achard（ヴァンデ）の並外菜園
- サンジャンドボーリガード城（エソンヌ）の花園
- ソース、オルレアン（ロワレ）の花公園の野菜の庭
- モンルイ＝シュル＝ロワールのラ・ブルダイシエール城のコンサバトリー・ガーデン（アンドレ・エ・ロワール）
- サン・ピエール・シュルダイブのコンサバトリーガーデン（カルバドス）
- 第3e arrondissement菜園
- ポン＝テ＝ボー（ピュイ・ド・ドーム）ミシェル・ド・モンテーニュによって設けられたDauphin城の庭園
- シャトーダレーの菜園（ジュラ）

## コンテスト
菜園を中心にさまざまな大会が開催される。最も美しい野菜のコンテストは、さまざまな都市やさまざまな国で開催される。
フランスでは、2001年以降、フランス国立園芸協会 （SNHF）の野菜と果物の庭園部門によって、国立庭園庭園コンテストが開催され、賞品は、次の5つのカテゴリーで最もふさわしい庭園に与えられる ：家庭菜園、家族の庭、手入れの行き届いた環境にある菜園、庭または教育、共有菜園。

### フランス語版ポータル
- 農業と農学
- 食
- 有用な植物
- ガーデニングと園芸
- 作物保護